# Resolutie 952 Veiligheidsraad Verenigde Naties
Resolutie 952 van de Veiligheidsraad van de Verenigde Naties werd unaniem aangenomen op 27 oktober 1994. De resolutie verlengde de UNAVEM II-missie in Angola met vijf weken.

## Achtergrond
Nadat Angola in 1975 onafhankelijk was geworden van Portugal, keerden de verschillende onafhankelijkheidsbewegingen zich tegen elkaar om de macht. Onder meer Zuid-Afrika en Cuba bemoeiden zich in de burgeroorlog, tot ze zich in 1988 terugtrokken. De VN-missie UNAVEM I zag toe op het vertrek van de Cubanen. Een staakt-het-vuren volgde in 1990, en hiervoor werd de UNAVEM II-missie gestuurd. In 1991 werden er akkoorden gesloten om democratische verkiezingen te houden die eveneens door UNAVEM II zouden worden waargenomen.

## Inhoud

### Waarnemingen
De Veiligheidsraad bevestigde het belang van de vredesakkoorden in Angola. Er was veel vooruitgang geboekt bij de vredesgesprekken in Lusaka. Alle partijen moesten die tot een goed einde brengen. Verdere vertraging was onaanvaardbaar. Niettemin bleef er bezorgdheid bestaan vanwege de vijandelijkheden in het land en hun
zware gevolgen voor de bevolking, de hulpverlening, de vredesgesprekken en voor UNAVEM II. Intussen moesten alle landen het wapenembargo tegen UNITA naleven.

### Handelingen
Het mandaat van de UNAVEM II-vredesmacht in Angola werd verlengd tot 8 december. De partijen moesten de gesprekken in Lusaka afsluiten en een staakt-het-vuren overeenkomen. Voor de uitvoering van het vredesakkoord keurde de Veiligheidsraad het goed dat UNAVEM II opnieuw versterkt werd tot 350 militaire waarnemers en 126 politiewaarnemers. Dat personeel mocht worden ingezet zodra er een vredesakkoord en een staakt-het-vuren was.
Het geweld in Angola werd betreurd en de partijen moesten de militaire operaties onmiddellijk staken. Ook werd de verslechterende situatie van de bevolking betreurd, door onder meer het leggen van landmijnen. Beide partijen moesten de hulpverlening en de veiligheid van het hulppersoneel garanderen. Ook moesten de hulpverleners
die op 27 augustus verdwenen onmiddellijk worden vrijgelaten.
Secretaris-Generaal Boutros Boutros-Ghali werd ten slotte gevraagd de Veiligheidsraad op de hoogte te houden over het verloop van de vredesgesprekken en de militaire en humanitaire situatie.

## Verwante resoluties
- Resolutie 932 Veiligheidsraad Verenigde Naties
- Resolutie 945 Veiligheidsraad Verenigde Naties
- Resolutie 966 Veiligheidsraad Verenigde Naties
- Resolutie 976 Veiligheidsraad Verenigde Naties (1995)

Lijst ·  893 ·  894 ·  895 ·  896 ·  897 ·  898 ·  899 ·  900 ·  901 ·  902 ·  903 ·  904 ·  905 ·  906 ·  907 ·  908 ·  909 ·  910 ·  911 ·  912 ·  913 ·  914 ·  915 ·  916 ·  917 ·  918 ·  919 ·  920 ·  921 ·  922 ·  923 ·  924 ·  925 ·  926 ·  927 ·  928 ·  929 ·  930 ·  931 ·  932 ·  933 ·  934 ·  935 ·  936 ·  937 ·  938 ·  939 ·  940 ·  941 ·  942 ·  943 ·  944 ·  945 ·  946 ·  947 ·  948 ·  949 ·  950 ·  951 ·  952 ·  953 ·  954 ·  955 ·  956 ·  957 ·  958 ·  959 ·  960 ·  961 ·  962 ·  963 ·  964 ·  965 ·  966 ·  967 ·  968 ·  969